# 双色蜡蘑
雙色蠟蘑（學名：Laccaria bicolor）是蠟蘑屬的一種真菌，為帶有淡紫色菌褶的棕褐色傘菌，可以食用但一般被認為味道不好，廣泛分布在溫帶地區的樺木和松木混合林，在夏末和秋季可以發現它的蹤跡，常與植物形成外菌根，能應用在農業和園藝業中。
种名 bicolor 意为“二色的”。

## 分類
雙色蠟蘑最早於1937年由法國真菌學家 勒內·梅爾描述發表，當時被視為紅蠟蘑的一個亞種，不過P.D.奥顿在1960年將其獨立為一個種。本種與同屬其他物種因會逐漸退色並變得難以識別，而有“騙子”（deceiver）的英文俗名。

## 型態
雙色蠟蘑的菌蓋呈凸面狀或扁平狀，並在中間略有凹陷，直徑約2至4.5厘米寬，因含水量不同而呈红褐色或棕褐色，邊緣常向內彎曲；菌柄和菌蓋顏色相同，底部有明顯的淡紫色；菌肉呈白色，沒有特別的氣味或味道；菌褶初呈淡紫色，會隨著時間變得更蒼白；擔孢子為白色。年輕的菇體具有相當鮮明的色彩，更成熟得菇體通常外觀顏色較為暗淡。 

## 分布及習性
雙色蠟蘑在夏季和秋季時廣泛出現在溫帶地區，包括北美和北歐的溫帶地區和北方森林，並能與各式各樣的樹種（如赤松，傑克松和黑雲杉）形成了外生菌根的共生關係，尤其是樺木和松木。有研究結果顯示雙色蠟蘑與在松樹根建立共生關係的能力優於其他種外生菌根菌，能優先與赤松建立共生關係並增加後者的存活率。在挪威的雲杉林中分離到鏈黴菌屬的放線菌已被證明能在實驗室中刺激雙色蠟蘑的生長。

## 捕食性
雙色蠟蘑是一種食肉真菌，能捕獲並殺死昆蟲，特別是跳蟲。

## 基因
雙色蠟蘑是第一種被進行基因組定序的外生菌根真菌，基因組長達65兆鹼基，推測含有20,000個編碼蛋白質的基因。分析後發現能分泌多種小蛋白，但功能未知，其中一些僅在共生組織中表現，被視為可能是啟動共生的重要因子。雖然雙色蠟蘑缺乏能夠降解植物細胞壁的酶，但具有可降解其他多醣的酶，因此能夠在土壤生長或是與植物共生。